# Surinaamse parlementsverkiezingen 2010/Kandidatenlijst/MC
Dit is de lijst van kandidaten voor de Surinaamse parlementsverkiezingen 2010 van de Mega Combinatie. De verkiezingen vonden plaats op 25 mei 2010. De landelijke voorzitter en presidentskandidaat was Desi Bouterse.
De onderstaande deelnemers kandideerden op grond van het districten-evenredigheidsstelsel voor een zetel in De Nationale Assemblée. Elk district had een eigen lijsttrekker. Los van deze lijst vonden tegelijkertijd de verkiezingen van de ressortraden plaats. Daarvoor gold het personenmeerderheidsstelsel. De kandidaten voor de ressortraden staan hieronder niet genoemd. Nieuw Front deed in alle tien districten mee aan de verkiezingen.
| Verhoudingen binnen de MC | Verhoudingen binnen de MC | Verhoudingen binnen de MC | Verhoudingen binnen de MC | Verhoudingen binnen de MC |
| Partij                    | Stemmen                   | % Stemmen                 | Zetels                    | Kandidaten                |
| ------------------------- | ------------------------- | ------------------------- | ------------------------- | ------------------------- |
| NDP                       | 85.271                    | 91,07                     | 18                        |                           |
| KTPI                      | 6.003                     | 4,53                      | 2                         |                           |
| Nieuw Suriname            | 2.997                     | 3,14                      | 2                         |                           |
| PALU                      | 1.211                     | 1,26                      | 1                         | 2                         |

## Lijsten[1][2][3][4][5][6][7][8]

### Brokopondo
1. Yvonne Pinas (NDP)
2. Herman Schalwijk (NDP)
3. Frederik Finisie (NDP)

### Commewijne
1. Hubert Asmadi Asmowiredjo (KTPI)
2. Sanjay Narain (NDP)
3. Jules Amatsoerdie (KTPI)
4. Jenny Painie Warsodikromo (NDP)

### Coronie
1. Anton Reinier Paal (PALU): 806
2. Remie Rogman Tarnadi (NDP): 205

### Marowijne
1. Ramses Celestinus Kajoeramari (NDP)
2. Iwan John Samuel (NDP)
3. Resantika

### Nickerie
1. Mohamed Rashied Doekhi (NDP)
2. Premdew Lachman (NS)
3. Refano Wongsoredjo (KTPI)
4. Erwin Abel (NDP)
5. Harriët Sangieta Ramdien (NDP)

### Para
1. Lesley Artist (NDP)
2. Ricardo Wilfred Panka (NDP)
3. Anita Doerasim (KTPI)

### Paramaribo
1. Desiré Delano Bouterse (NDP): 18.329
2. André Theodorus Misiekaba (NDP): 6.724
3. Harish Satyajit Monorath (NS): 762
4. Noreen Cheung (NDP): 198
5. Melvin Waldie Joy Bouva (NDP): 1.799
6. Jennifer Geerlings-Simons (NDP): 11.162
7. Rabindre Tewari Parmessar (NDP): 5.005
8. Oesman Wangsabesari (KTPI): 469
9. Henk Radjinder Ramnandanlal (PALU): 403
10. Joan Helen Dogojo (NDP): 274
11. Sergio Frederick Damiento Akiemboto (NDP): 1.325
12. Dennis Menso (NDP): 118
13. Joyce Blokland (NDP): 200
14. Roy Chitanie: 33
15. Cedric Gulno van Samson (NDP): 117
16. Mohamed Kasto (KTPI): 263
17. Jules Albert Wijdenbosch (NDP): 1.767

### Saramacca
1. Nasiebhoesein Frits Moesafirhoesein (NDP)
2. Wagimin Atmowirono (KTPI)
3. Vishnudath (NDP)

### Sipaliwini
1. Stuart Hugo Jabini (NDP): 1.295
2. Margaretha Maria Misiedjan-Malontie (NDP): 419
3. Lorrita T. Seenanan-Lingaard: 512
4. Maaike Julia Nelson (NDP): 140

### Wanica
1. Theodorus Louis Jaibindranath Vishnudatt (NDP)
2. Mohamed Amzad Abdoel (NDP)
3. Rossellie Lucretia Cotino (NDP)
4. Hans Sandjon (KTPI)
5. Swamipersad (NDP)
6. Notosoewito (NDP)
7. Charles Pahlad (NDP)

MC (PALU) · 
NF · 
A-combinatie
Kandidaten per district: Brokopondo · 
Commewijne · 
Coronie · 
Marowijne · 
Nickerie · 
Para · 
Paramaribo · 
Saramacca · 
Sipaliwini · 
Wanica